# Польське алергологічне товариство
Польське алергологічне товариство (пол. Polskie Towarzystwo Alergologiczne) — польське наукове товариство, засноване в 1982 році.

## Опис діяльності
Відповідно до Статуту, метою створення та діяльності даного Товариства є:
- об'єднання осіб, предметом діяльності або інтересу яких є експериментальна і клінічна алергологія й суміжні області;
- представлення та поширення досягнень польської алергології в Польщі та за кордоном;
- поширення знань про алергологію в суспільстві, особливо серед студентів-медиків, лікарів, середнього медичного та технічного персоналу;
- участь в підвищенні кваліфікації лікарів, медсестер та інших медичних працівників в області алергології;
- співпраця з органами державного управління, органами місцевого управління та системи охорони здоров'я з метою забезпечення належного рівня лікування в області алергології;
- організація і підтримка наукових досліджень, наукових робіт в галузі експериментальної та клінічної алергології, а також співробітництво в цій галузі з іншими установами і асоціаціями;
- проведення та підтримка різних форм навчання і освітніх заходів, що проводяться з метою розширення знань і практичних навичок медичних працівників у галузі алергології[1].

### Склад
До складу Товариства входять 16 регіональних філій і 12 наукових секцій.

### Видавнича діяльність
Офіційним виданням Товариства є науковий журнал «Alergologia Polska — Polish Journal of Allergology».

### Сьогодення
Товариство є членом профільних міжнародних наукових організацій «European Academy of Allergy and Clinical Immunology» (EAACI) і «World Allergy Organization» (WAO).
Головою Товариства є доктор медичних наук, професор Варшавського медичного університету Марек Кулус.
Актуальна інформація про діяльність Товариства публікується на сайті www.pta.med.pl.